# Egy jó ember
Az Egy jó ember (eredeti cím: A Good Person) 2023-as amerikai filmdráma, amelyet Zach Braff írt és rendezett. A főbb szerepekben Florence Pugh, Morgan Freeman, Celeste O’Connor, Molly Shannon és Chinaza Uche látható.
Az Amerikai Egyesült Államokban 2023. március 24-én mutatták be korlátozott számú mozikban, majd március 31-én a Metro-Goldwyn-Mayer forgalmazásában széles körben. Magyarországon a HBO Max mutatta be 
2024. május 24-én. Általánosságban vegyes véleményeket kapott a kritikusoktól.

## Cselekmény
Allison egy feltörekvő zenész, aki a középiskolai szerelmével, Nathannel él. Az eljegyzési bulijukat követő napon Allison figyelmetlenül vezet, és autóbalesetet szenved, amelyben meghal Nathan nővére, Molly, valamint Molly férje. Ő maga is súlyos sérüléseket szenved.
Egy évvel később Allison mély depresszióval küzd, és nem tud megbirkózni a bűntudatával. Édesanyjával, Diane-nel él, aki igyekszik megakadályozni, hogy lánya rászokjon a fájdalomcsillapítókra. Eközben Nathan és Molly édesapja, Daniel, aki egykori rendőr, egyedül neveli unokáját, Ryant, aki még mindig próbálja feldolgozni szülei elvesztését.
Miután Allison sikertelenül próbál illegálisan gyógyszerekhez jutni barátnőjén, Beckán keresztül, és egy megalázó találkozás után két középiskolai ismerősével, egyre mélyebbre süllyed. Végül csatlakozik egy anonim alkoholisták csoporthoz, ahol váratlanul találkozik Daniellel. Daniel a gyűlésen bevallja, hogy az ivászat miatt gyakran filmszakadásai voltak, és egyik ilyen alkalommal olyan erőszakosan viselkedett, hogy maradandó halláskárosodást okozott Nathannek. Eközben Ryan az árvai státusza miatt iskolai zaklatások áldozatává válik, és egyre több problémája adódik a viselkedése miatt.
Allison meglátogatja Danielt az otthonában, és távozás közben Ryan szembesíti őt azzal, hogy közvetlen felelősséget visel a szülei haláláért. Allison végül visszaesik. Ryan meghívja őt, valamint Nathant és annak új barátnőjét, egy jogi asszisztenst, egy koncertre. Allison ezt kegyetlen gesztusnak érzi Ryan részéről, és elmegy vele egy utóbulira, ahol ismét visszaesik. Allison képtelen megakadályozni, hogy Ryant egy hátsó szobában kihasználják, de Daniel – aki időközben részegen megérkezik – közbelép, és fegyverrel fenyegeti Ryan támadóját. Az összetűzés során Nathan a fegyver elé áll, és sikerül lebeszélnie apját az erőszakról, visszahozva őt a józanság útjára. Kint Daniel bevallja Allisonnak, hogy korábban isteni próbatételként tekintett rá, de most már úgy látja, hogy csak időpocsékolás, és sértő szavakkal illeti, mielőtt taxiba száll.
Miután Allison végre szembenéz a balesetben betöltött szerepével, elindul a gyógyulás útján, és bejelentkezik egy rehabilitációs központba. Egy évvel később ismét dalokat ír, és újra kapcsolatba kerül Nathannel. Daniel elhunyt, Ryan pedig Nathan gondozásában marad, amíg el nem megy egyetemre. Allison részt vesz Daniel temetésén, ahol megtalálja a férfi levelét, amelyben kifejti gondolatait, és elmagyarázza, hogy tetoválásának latin felirata, *amor fati*, azt jelenti: „szeretni a sorsot”. A gyászszertartás után Ryan és Allison a ház verandáján ülve csendesen összeölelkeznek.

## Szereplők
| Szerep  | Színész               | Magyar hang     |
| ------- | --------------------- | --------------- |
| Allison | Florence Pugh         | Dér Marus       |
| Daniel  | Morgan Freeman        | Barbinek Péter  |
| Ryan    | Celeste O’Connor      | Andrádi Zsanett |
| Diane   | Molly Shannon         | Venczel Andrea  |
| Nathan  | Chinaza Uche          |                 |
| Simone  | Zoe Lister-Jones      | Tarr Judit      |
| Molly   | Nichelle Hines        |                 |
| Jesse   | Toby Onwumere         |                 |
| Quinn   | Ignacio Diaz-Silverio |                 |
| Thomas  | Oli Green             |                 |
| Mark    | Alex Wolff            | Csiby Gergely   |
| Diego   | Brian Rojas           |                 |
| Becka   | Ryann Redmond         |                 |
| Joelle  | Sydney Morton         |                 |

### Magyar változat
- Magyar szöveg: Vajda Evelin
- Felvevő hangmérnök: Lipics Bálint és Berkin Milán
- Keverő hangmérnök és vágó: Kis Pál
- Gyártásvezető: Bogdán Anikó
- Szinkronrendező: Pócsik Ildikó
- Produkciós vezető: Fodor Eszter

A szinkront a MAHIR Szinkron Kft. készítette el.

## A film készítése
2021. február 26-án jelentették be, hogy Zach Braff írja és rendezi az Egy jó ember című filmdrámát, amelynek főszereplői Florence Pugh és Morgan Freeman lesznek. 2021 márciusára a Metro-Goldwyn-Mayer (MGM) tárgyalásokat folytatott a film jogainak megszerzéséről Észak- és Latin-Amerika, Skandinávia, Oroszország, Kelet-Európa, Kína, Japán, Dél-Korea, Hongkong, India, Tajvan, Thaiföld és Vietnám területén egy több millió dolláros szerződés keretében. 2021 szeptemberében megerősítették, hogy az MGM lesz a film producere és forgalmazója, és Molly Shannon csatlakozik a szereplőgárdához, Braff és Pugh pedig a produceri feladatokat látja el.
2021 júliusában, amikor arról kérdezték, hogy visszatérne-e a játékfilmek rendezéséhez, Braff azt mondta: „Szeretnék többet csinálni. Én csak, jóban-rosszban megyek, amerre a szél visz... aztán megtörtént a világjárvány, és megírtam ezt a forgatókönyvet. Végül ez jött össze Florence Pugh és Morgan Freeman társaságában”. A forgatás 2021 októberében kezdődött, Celeste O’Connor, Zoe Lister-Jones és Chinaza Uche csatlakozott a stábhoz. 2021 novemberében a forgatásra a Columbia High Schoolban, Braff alma materében, a New Jersey állambeli Maplewoodban került sor.

## Bemutató
Korlátozott számú mozikban 2023. március 24-én, széles körben 2023. március 31-én jelent meg. A film vörös szőnyeges premierjét a londoni Ham Yard Hotelben tartották 2023. március 8-án. A film május 30-án jelent meg Blu-rayen.